# Chřibské vodopády

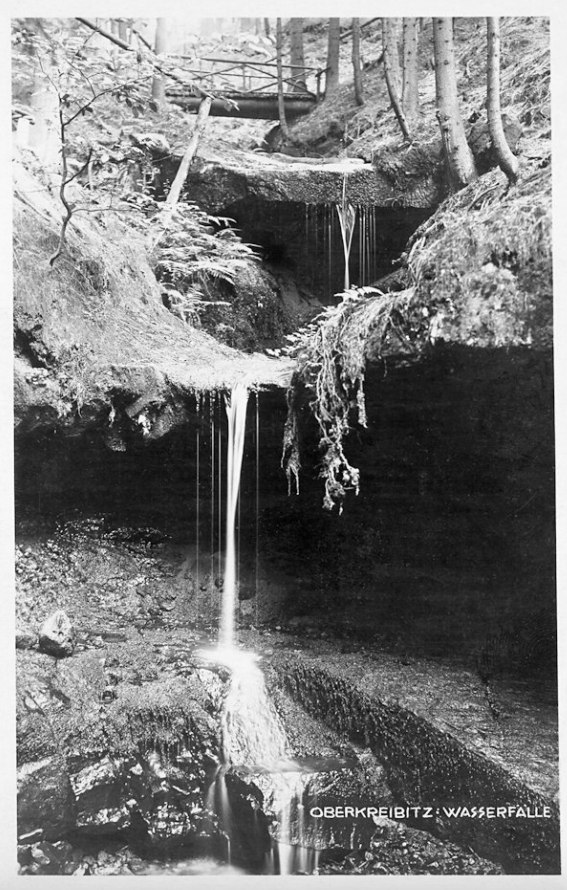
Chřibské vodopády na dobové černobílé pohlednici z roku 1929

Chřibské vodopády jsou „dvoustupňové“ a nacházejí se v nadmořské výšce 395 m na nepojmenovaném potoce živeném vodou, jež stéká z jihozápadního svahu zalesněného znělcového vrchu Plešivce v Lužických horách. Chřibské vodopády jsou vzdálené vzdušnou čarou zhruba 500 metrů severně od Horní Chřibské (části města Chřibská) v okrese Děčín, v Lužických horách, ve Šluknovském výběžku, na okraji Národního parku České Švýcarsko.

## Podrobněji

### Vodopády
Jednotlivé stupně vodopádu jsou tvořeny různě odolnými horizontálně uloženými pískovcovými lavicemi(křídový pískovec), pod nimiž jsou výrazné skalní převisy. Vodopády jsou vlastně dva nad sebou, s celkovou výškou asi 1,5 až 2 metry. Jejich voda padá kolmo dolů, nedotýká se skály (málo obvyklé v České republice), a tak se Chřibské vodopády svým charakterem podobají těm, které se často vyskytují v tropických oblastech. 
Nejpříhodnější doba k návštěvě této lokality je buď po vydatném dešti (potok má dostatek vody a vodopád je mohutnější), nebo zjara (během tání sněhu, kdy je průtok vody potokem také dostatečný). V zimě za silných mrazů voda v potoce většinou nezamrzá a je zde možno pozorovat působivou ledovou výzdobu v podobě zmrzlých rampouchů visících podél vodopádů.

### Lokalita
Chřibské vodopády jsou asi 1,5 km východně od středu města Chřibská. Nalézají se na konci klidného, tichého, nevelkého lesního údolí, které se rozkládá východně (cca 700 metrů vzdušnou čarou) od bývalé Střelnice mezi dvěma zalesněnými výběžky Plešivce.
Poklidným malebným lesním údolím (dlouhým asi 700 metrů) se zde klikatí potůček (v jednom jeho místě je upravená studánka), který se na konci údolí (v jeho závěru) spouští z poměrně příkrého srázu divokou roklí se dvěma skalními stupni. Tady potůček vytváří dva celkem asi 1,5 až 2 m vysoké Chřibské vodopády. Cesta údolím k vodopádům vede roklí po zbudovaných můstcích.

## Dostupnost
Vodopád je snadno přístupný po lesní cestě (pěšině) z města Chřibská a vede k němu turistické značení (žlutá značka). Za bývalou Střelnicí je odbočka na Chřibské vodopády a odtud je to již k vodopádům jen asi 600 metrů pěší chůze východním směrem. Od vodopádů vedou dřevěné schody se zábradlím vzhůru k rozcestí nad údolím. Z tohoto místa je možný návrat do Chřibské (chůzí západním směrem) po cestě při jižním okraji údolí.